# هانسل بارشمينت
هانسل بارشمينت (مواليد 17 يونيو 1990) هو لاعب ألعاب قوى جاميكي متخصص في سباقات 110 متر حواجز،حصل على الميدالية الذهبية في أولمبياد 2020.